# Пигмалион

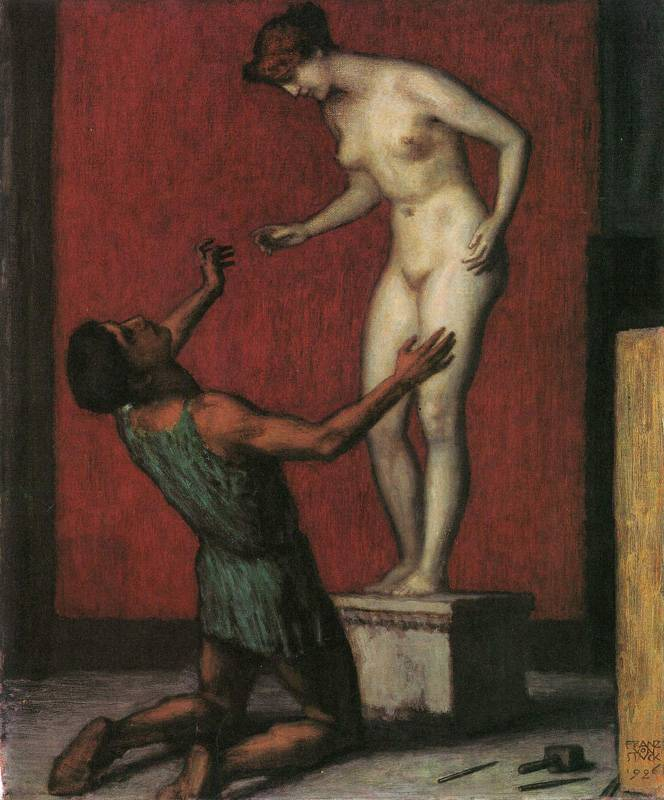
Франц фон Штук. «Пигмалион»

Пигмалион (др.-греч. Πυγμαλίων) — в греческой мифологии скульптор, создавший прекрасную статую из слоновой кости и влюбившийся в своё творение.

## Миф
Пигмалион был скульптором на острове Кипр, сыном Бела и Анхинои. Он вырезал из слоновой кости женскую статую и полюбил её. Скульптор делал ей подарки, одевал в дорогие одежды, но статуя продолжала оставаться статуей, а любовь — безответной. Во время посвящённого Афродите праздника Пигмалион обратился к богине с мольбой дать ему жену столь же прекрасную, как и выполненная им скульптура. Осмелиться попросить оживить изваяние Пигмалион не решился. Тронутая такой любовью, Афродита оживила статую, которая стала женой Пигмалиона. Этот миф, возможно, ввёл в литературу Неанф из Кизика. Золотая Пигмалионова олива хранилась в Гадирах.
По одному из вариантов, жена родила Пигмалиону сыновей Пафоса, Кинира и дочь Метарму. Согласно Овидию, Кинир был сыном Пафоса. Также известен вариант, согласно которому Пафос не сын, а дочь Пигмалиона по имени Пафа.
Имя жены Пигмалиона не упоминается в древних источниках. Жан-Жак Руссо в своём сочинении «Пигмалион», написанном в 1762 году, назвал её Галатея. Это имя носила нереида из другого известного древнегреческого мифа, и оно часто встречалось в пасторальных произведениях XVIII века.